# Johannes Oerding

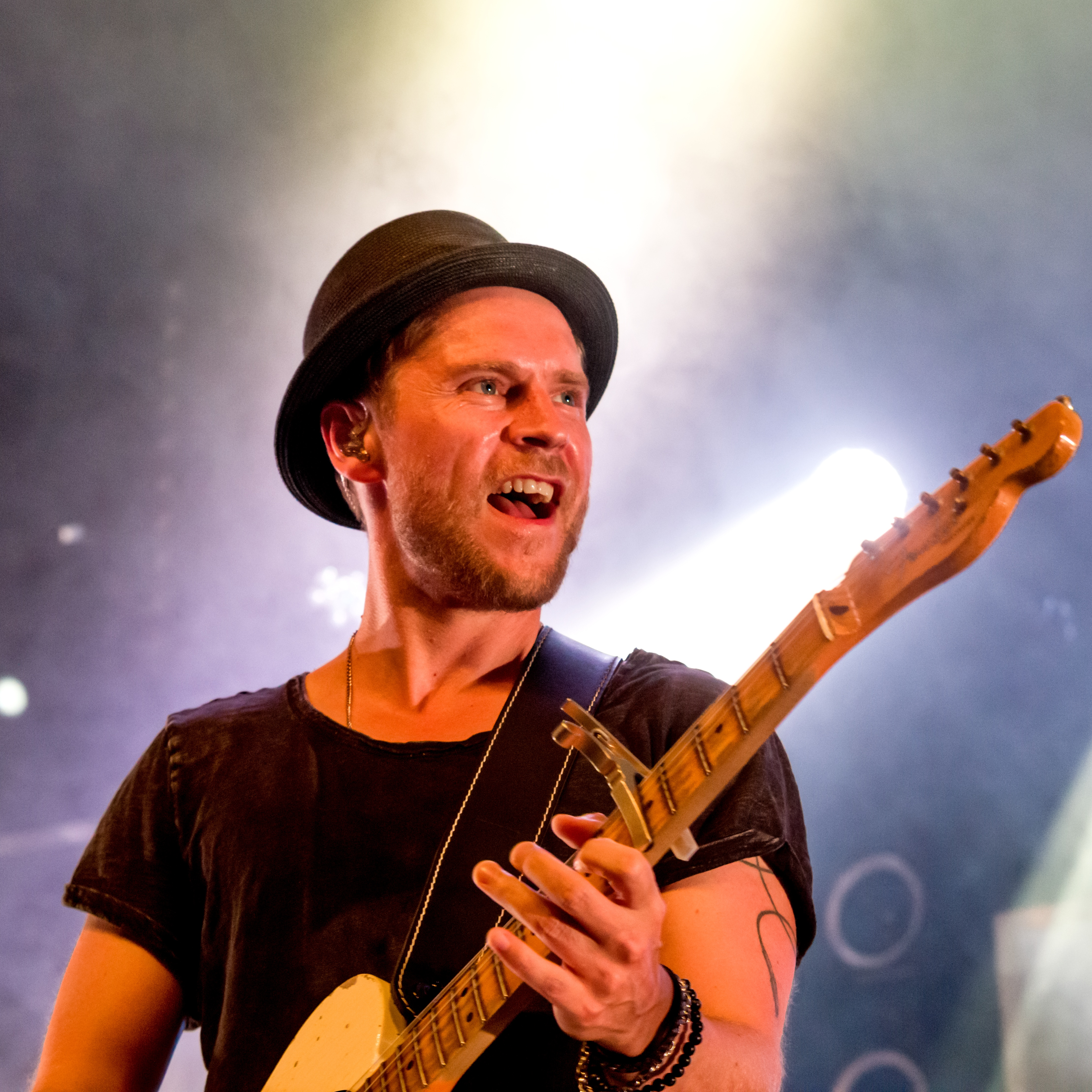
Johannes Oerding, 2018

Johannes Oerding (* 26. Dezember 1981 in Münster) ist ein deutscher Popsänger und Songwriter.

## Biografie

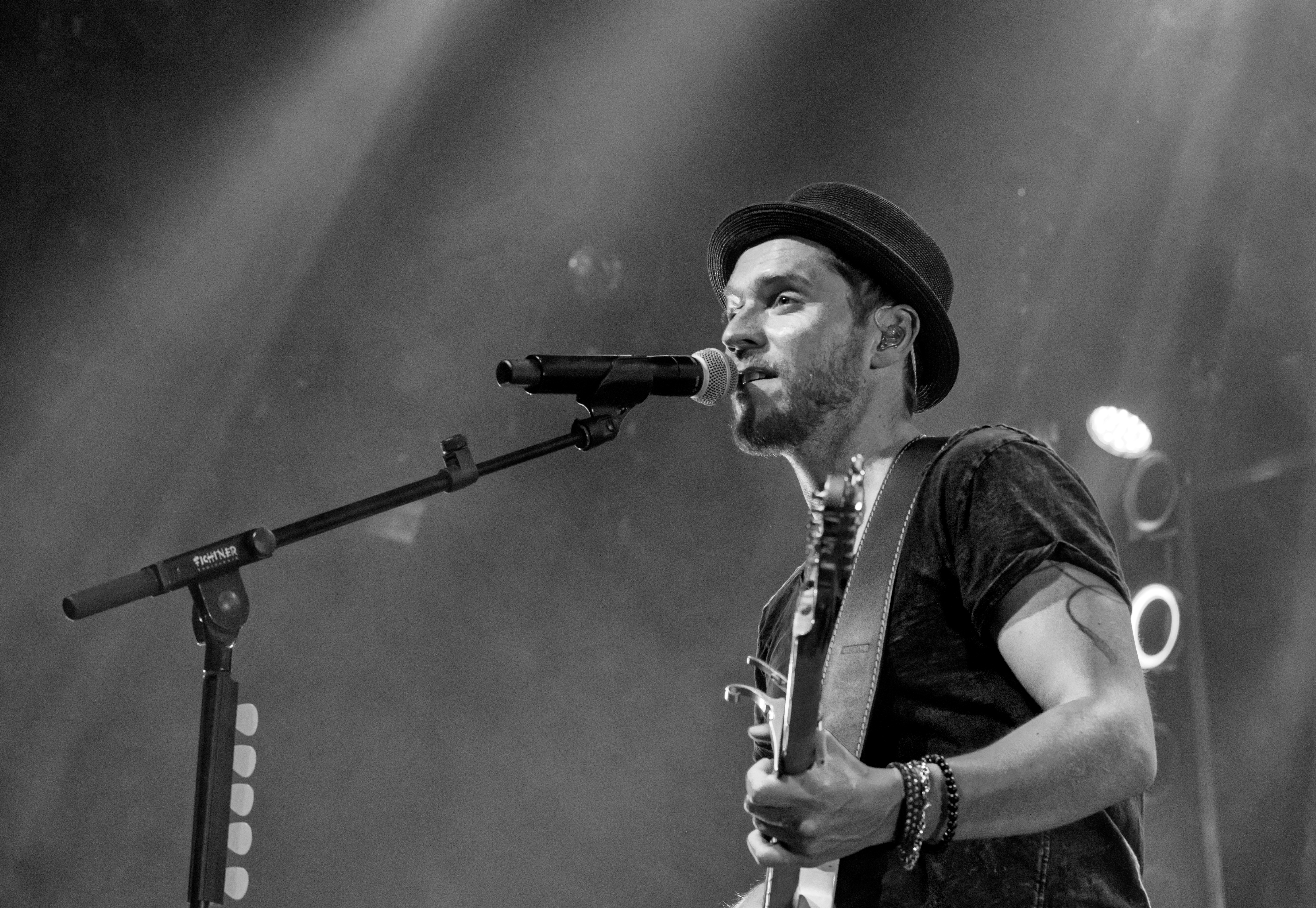
Johannes Oerding, 2015

Oerding wurde 1981 im westfälischen Münster geboren und wuchs in Geldern-Kapellen am Niederrhein mit zwei Brüdern und zwei Schwestern auf. Sein Vater war Landarzt, Heimatforscher, Pfadfinder und erhielt für sein Engagement das Bundesverdienstkreuz am Bande. Johannes Oerding machte am Friedrich-Spee-Gymnasium in Geldern Abitur. Erste musikalische Erfolge feierte er in der von ihm mitgegründeten Schülerband Groovekeller.
Er wurde 2009 bekannt, als er u. a. auf den Touren von Simply Red und Ich + Ich im Vorprogramm spielte. Es folgte eine ausverkaufte Solotour sowie im August 2009 sein erstes Soloalbum mit dem Titel Erste Wahl, das Platz 39 der deutschen Albumcharts erreichte. 2011 erschien sein zweites Soloalbum Boxer, 2013 das dritte Für immer ab jetzt.
Im September 2013 vertrat er Hamburg beim Bundesvision Song Contest 2013 und belegte mit Nichts geht mehr den zweiten Platz. Mit demselben Lied war er im Januar bei Inas Nacht aufgetreten, das zusammen mit neun weiteren Gastauftritten auf der Bonus-CD Inas kleine Nachtmusik mit Ina Müllers Album Ich bin die veröffentlicht wurde. Außerdem war Oerding 2013 in Joe Cockers Vorprogramm der Fire It Up Tour zu sehen sowie 2014 als Gast auf der Unplugged-Tour der Scorpions.
2015 wurde Oerding für seine Alben Für immer ab jetzt und Alles brennt in Deutschland jeweils mit einer Goldenen Schallplatte für über 100.000 verkaufte Exemplare ausgezeichnet. Für sein Album Alles brennt erhielt er 2016 eine Platin-Auszeichnung für über 200.000 verkaufte Einheiten.
2018 erhielt Oerding den Live Entertainment Award für die beste Hallentournee des Jahres 2017. 2017 erschien sein fünftes Album Kreise sowie die gleichnamige Single. Für das Album Kreise erhielt er eine Goldene Schallplatte. 2018 begleitete Oerding Peter Maffay als Gast auf dessen MTV-Unplugged-Tournee.
2019 war Oerding Teilnehmer der 6. Staffel der TV-Sendung Sing meinen Song und schrieb mehrere Lieder für Peter Maffays Album Jetzt!. Im selben Jahr erschien seine Single An guten Tagen sowie sein sechstes Album Konturen. 2020 und 2021 nam er in der Sendung Joko & Klaas gegen ProSieben teil. 2021 war er Jurymitglied bei The Voice of Germany.
Von 2021 bis 2024 war Oerding Gastgeber der achten, neunten, zehnten und elften Staffel von Sing meinen Song – Das Tauschkonzert. In der ProSieben-Sendung Das Duell um die Welt trat er im Mai 2022 für das Team Klaas an.
Oerding war von 2011 bis 2023 mit der Entertainerin Ina Müller liiert. Aktuell ist er mit der Redakteurin Yvonne Goldschmidt zusammen.
Im Februar 2025 war er in der zweiten Ausgabe von Chefsache ESC 2025 – Wer singt für Deutschland?, der deutschen Vorentscheidung für den Eurovision Song Contest 2025 in der Schweiz, als Gastjuror an der Seite von Stefan Raab, Elton und Yvonne Catterfeld mit dabei.

## Diskografie
Studioalben

| Jahr | Titel Musiklabel                           | Höchstplatzierung, Gesamtwochen, AuszeichnungChartplatzierungen (Jahr, Titel, Musiklabel, Platzierungen, Wochen, Auszeichnungen, Anmerkungen) | Höchstplatzierung, Gesamtwochen, AuszeichnungChartplatzierungen (Jahr, Titel, Musiklabel, Platzierungen, Wochen, Auszeichnungen, Anmerkungen) | Höchstplatzierung, Gesamtwochen, AuszeichnungChartplatzierungen (Jahr, Titel, Musiklabel, Platzierungen, Wochen, Auszeichnungen, Anmerkungen) | Anmerkungen                                                |
| Jahr | Titel Musiklabel                           | DE | AT | CH | Anmerkungen                                                |
| ---- | ------------------------------------------ | --- | --- | --- | ---------------------------------------------------------- |
| 2009 | Erste Wahl Flash Records (Soulfood)        | DE39 Gold · (7 Wo.)DE | — | — | Erstveröffentlichung: 16. Januar 2009 Verkäufe: + 100.000  |
| 2011 | Boxer Columbia Records (Sony)              | DE11 (4 Wo.)DE | — | — | Erstveröffentlichung: 28. Januar 2011                      |
| 2013 | Für immer ab jetzt Columbia Records (Sony) | DE4 Gold · (15 Wo.)DE | AT71 (1 Wo.)AT | CH93 (1 Wo.)CH | Erstveröffentlichung: 11. Januar 2013 Verkäufe: + 100.000  |
| 2015 | Alles brennt Columbia Records (Sony)       | DE3 ×3Dreifachgold · (48 Wo.)DE | AT58 (1 Wo.)AT | CH45 Platin · (11 Wo.)CH | Erstveröffentlichung: 30. Januar 2015 Verkäufe: + 320.000  |
| 2017 | Kreise Columbia Records (Sony)             | DE2 Platin · (71 Wo.)DE | AT46 (1 Wo.)AT | CH20 Platin · (10 Wo.)CH | Erstveröffentlichung: 5. Mai 2017 Verkäufe: + 220.000      |
| 2019 | Konturen Columbia Records (Sony)           | DE1 Platin · (63 Wo.)DE | AT18 (2 Wo.)AT | CH8 (10 Wo.)CH | Erstveröffentlichung: 8. November 2019 Verkäufe: + 200.000 |
| 2022 | Plan A Columbia Records (Sony)             | DE1 (28 Wo.)DE | AT35 (1 Wo.)AT | CH13 (3 Wo.)CH | Erstveröffentlichung: 4. November 2022                     |

## Fernsehauftritte

### Fortlaufend
- 2019, seit 2021: Sing meinen Song, Vox

### Ehemals/Einmalig
- 2021: The Voice of Germany, Coach, Sat.1

## Auszeichnungen
- 2016: Hamburger Künstlerentwicklung Hans (Hamburger Musikpreis)
- 2017: Fred-Jay-Preis vergeben durch die GEMA-Stiftung
- 2018: Stimme des Jahres Radio Regenbogen Award
- 2018: Hallentournee des Jahres LEA Live Entertainment Award
- 2019: Hutträger des Jahres[21]
- 2020: Künstler des Jahres Radio Regenbogen Award
- 2022: Paul-Lincke-Ring der Stadt Goslar